# Pavel Skála
Pavel Skála, češki pianist in pevec, * 2. oktober 1942, Litomyšl, Češkoslovaška, † 22. marec 1986, v bližini kraja Česká Lípa, Češkoslovaška.

## Kariera
Pavel Skála je že v zgodnjih 1950. letih, tako kot njegovi kolegi Ivan Mládek, Tomáš Procházka in Václav Dědina, igral v različnih dixieland zasedbah. Leta 1970 se je pred festivalom Folk a Country festival v Lucernu, na katerem je skupina dobila ime, pridružil Banjo Bandu na orglicah, kasneje je bil v skupini pianist in v nekaterih pesmih celo izvajal vokalno spremljavo. Z Banjo Bandom je prenehal delovati okoli leta 1976.
Na vprašanje, kateri od kolegov mu je najbolj ostal v spominu, v intervjuju za češki časopis Naše noviny leta 2016 je Mládek odgovoril:
Najbolj mi je ostal v spominu že omenjeni pianist Pavel Skála. Po letih glasbenega tipanja me je uvedel v skrivnosti harmonije, bas managementa, trizvokov, dokler ni s svojimi aranžmaji dosegel, da je Banjo Bandu uspelo prestopiti prag glasbenih studiev.
In predstavil mi je tudi osnove jazzovske improvizacije, ki se je zaradi drugih obremenitev petdeset let nisem posluževal. Šele zdaj, po upokojitvi s televizije, sem nadaljeval, kar sem začel po zaslugi Pavla Skále.
Kasneje je Skála deloval kot snemalni član več glasbenih skupin in izvajalcev. Tako je sodeloval npr. s Pierrom Boulezom in Daveom Brubeckom.
Umrl je leta 1986 v prometni nesreči v bližini Česke Lípe.